# George Cameron Stone
George Cameron Stone (* 6. August 1859 in Geneva, New York; † 18. November 1935 in New York) war ein US-amerikanischer Ingenieur und Metallurge und ambitionierter Waffensammler, der vor allem wegen seines Hauptwerkes, einem umfangreichen Glossar zu Waffen und Rüstungen weltweit, auf dem Gebiet der historischen Waffen als Spezialist gilt.

## Biographie
George Cameron Stone beendete im Jahre 1879 sein Studium an der Columbia University School of Mines mit dem Erwerb eines Ph.B. (Bachelor of Philosophy) und war fortan als Bergwerks-Ingenieur tätig. 1880 wurde Stone Mitglied des American Institutes of Mining and Metallurgical Engineers (AIME). 1882 nahm er eine Tätigkeit als Ingenieur bei der New Jersey Zinc and Iron (Zink und Eisen - d. A.) Company auf. Er wurde zum Chefingenieur als auch Chefmetallurgen befördert. Im Laufe seiner Tätigkeit meldete er acht Patente für die industrielle Anwendungen in der Metallurgie an. Er ist Autor von ungefähr 50 Fachbeiträgen. 1912 wurde er zum Vorsitzenden des Aufsichtsrates des American Institutes of Mining and Metallurgical Engineers gewählt, später zu dessen Schatzmeister.
Während des Ersten Weltkriegs wurde er zum Vorsitzenden der Sektion für nicht-eisenhaltige Metalle des War Industry Board (WIB) der US-Regierung ernannt. 1929 wurde Stone im Alter von 70 Jahren von der mittlerweile in Zinc Company umbenannten Firma, für die er 37 Jahre lang tätig war, pensioniert. 1935 erhielt Stone wenige Monate vor seinem Tod die James Douglas Medal des AIME für herausragende Leistungen auf dem Gebiet der nicht-eisenhaltigen Metallurgie.

## Waffensammlung
Stone zeigte schon in früher Kindheit ein reges Interesse an Waffen. Seine Sammlung eröffnete er mit dem Erwerb einer persischen Feuerwaffe auf einer New Yorker Auktion kurz nach Abschluss des Studiums, welche vermutlich eine der Waffen ist, von denen sein erster veröffentlichter Fachartikel im Magazine of Antique Firearms (1911–1912) handelte. Stones Entschluss, Waffenbezeichnungen zu systematisieren, muss schon früh herangereift sein, wie ein Schreiben vom 30. April 1916, an den Direktor des Peabody-Museums in Salem (heute: Peabody Essex Museum), Massachusetts, Lawrence Jenkins (1872–1961), in welchem er um Zuarbeit und Überlassung photographischer Darstellungen von Pfeilen aus Asien bittet. Unterstützung für sein Waffen-Glossar ersucht und erhält Stone außerdem u. a. von den jeweiligen Kuratoren des Metropolitan Museum of Art, Bashford Dean (1867–1928) und Stephen V. Grancsay (1897–1980). Grancsay unterstützte Stone vor allem bezüglich der europäischen Waffen.
Mit der Pensionierung fand Stone die Zeit, sein Waffen-Glossar voranzutreiben und zum Abschluss zu bringen. Sein Hauptwerk wurde 1934 nach über 30 Jahren Recherche und einer lebenslangen Sammlerleidenschaft veröffentlicht. Stones Sammlung umfasste zum Zeitpunkt seines Todes ungefähr 5.000 Einzelstücke, welche er alle in seinem Haus in der W. 11th Street in New York beherbergte. In seinem Testament vermachte er 3.500 Stücke dem Metropolitan Museum of Art, welches 360 (nicht-orientalische) Einzelstücke an das Peabody Museum abtrat. Ungefähr 1.400 japanische Schwertmonturen vermachte Stone dem Cooper Museum (heute Cooper Hewitt, Smithsonian Design Museum) in New York, darunter befanden sich auch 600 Tsuba (Stichblätter).

## Waffenerwerb
Stones Haupthändler war aller Wahrscheinlichkeit nach der englische Lieferant von Stammeskunst und ethnographischen Sammlerstücken W. O. Oldman († 1949), welcher auch als Haupthändler seines Freundes Carl Otto von Kienbusch fungierte und interessante Stücke an die Sammler verschickte, welche dann die sie interessierenden Stücke auswählten und von Oldman erwarben – die anderen Exemplare gingen zurück an den Händler.
Infolge seiner beruflichen Tätigkeit, war es Stone möglich, Stücke für seine Sammlung weltweit zu erwerben. Zu diesem Zwecke suchte er Händler auf seinen Reisen auf:
- 1918: Honolulu, Samoa, Pago Pago, Rarotonga, Neuseeland, Australien
- 1919: England, Frankreich, Belgien in Begleitung von Otto von Kienbusch und dessen Gemahlin Mildred Clarke Pressinger von Kienbusch (1887–1968)
- 1928: Nordafrika (Marrakesch, Fès, Algier, Tunis, Kairo), Türkei (Konstantinopel), Griechenland (Athen), Italien (Neapel, Rom, Florenz, Venedig) als auch Zwischenstopps auf der Heimreise in Paris und London
- 1932: Konstantinopel (Türkei) und Korinth (Griechenland)

## Publikationen
- Early Flintlocks. In: Magazine of Antique Firearms Bd. 2, 1, 1911.
- A Glossary of the Construction, Decoration, and Use of Arms and Armor in All Countries and in All Times: Together with Some Closely Related Subjects. Southwork Press, Portland, Maine 1934 (Reprint: Dover Publications, Mineola, New York 1999, ISBN 0-486-40726-8, eingeschränkte Vorschau bei der Google Buchsuche).